# Orrin Hatch
Pour les articles homonymes, voir Hatch.
Orrin Hatch, né le 22 mars 1934 à Homestead (Pennsylvanie) et mort le 23 avril 2022 à Salt Lake City (Utah), est un homme politique américain, membre du Parti républicain et sénateur de l'Utah au Congrès des États-Unis de 1977 à 2019. Il est président du comité judiciaire de 1995 à 2001, puis de nouveau entre 2001 et 2003, ainsi que du comité des finances de 2015 à 2019. Président pro tempore du Sénat des États-Unis de 2015 à 2019.

## Biographie

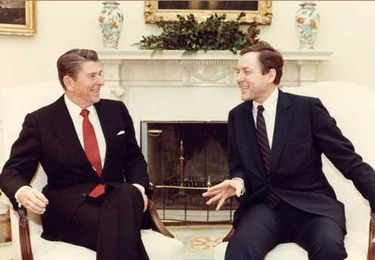
Orrin Hatch et le président Reagan.

### Famille et études
Membre de l'Église de Jésus-Christ des saints des derniers jours, il est marié à Elaine Hansen, native de l'Utah, de laquelle il a six enfants. Il est grand-père de 20 petits-enfants.
Il est diplômé en histoire et en droit et commence sa carrière professionnelle en tant qu'avocat, d'abord en Pennsylvanie puis en Utah.

### Carrière politique
En 1976, Orrin Hatch est élu au Sénat des États-Unis, battant le sénateur sortant membre du Parti démocrate, Frank E. Moss, titulaire du siège depuis 1959. Il est réélu en 1982, 1988, 1994, 2000, 2006 et 2012. En 2000, il est candidat aux primaires républicaines en vue de l'élection présidentielle mais renonce devant George W. Bush.

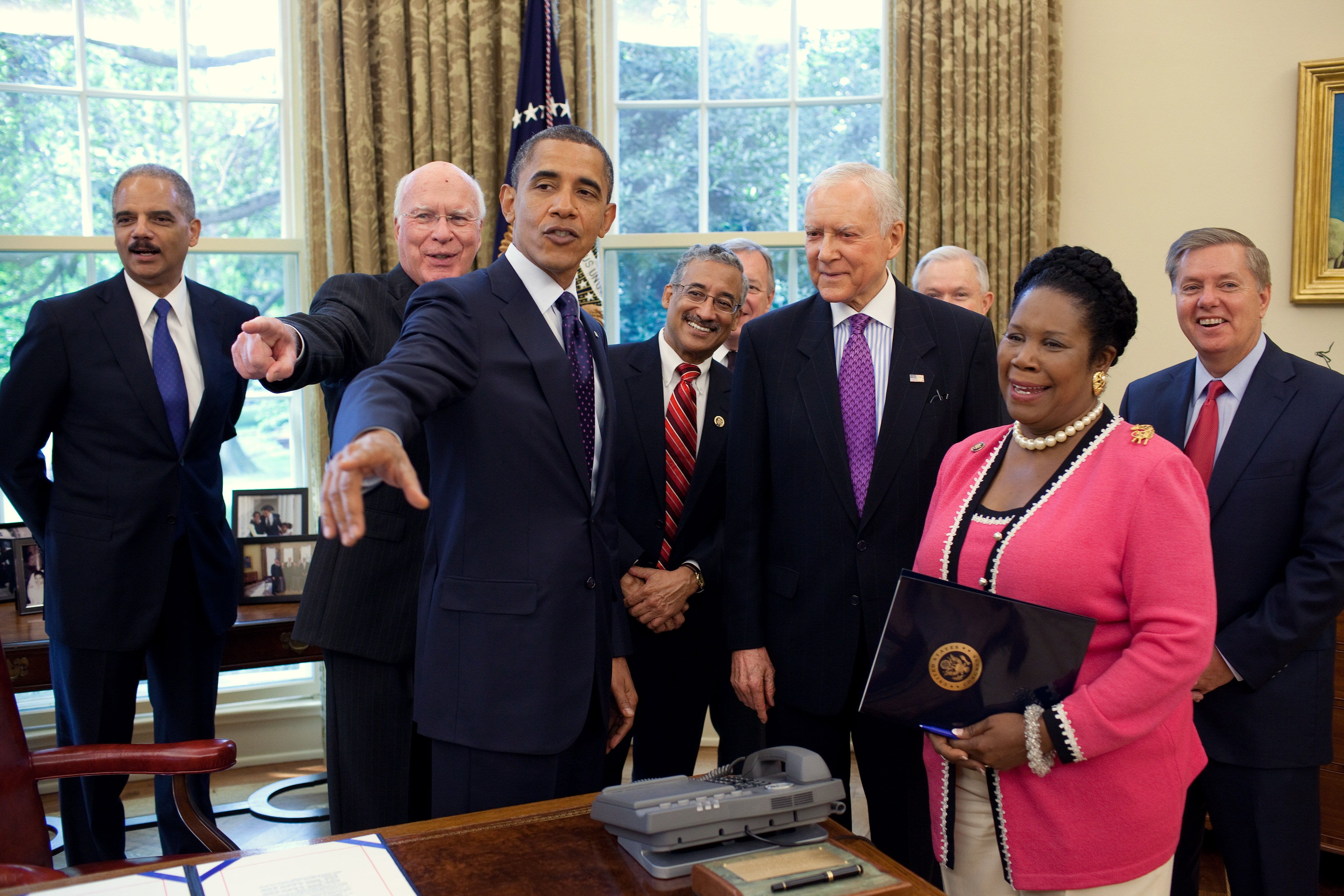
Orrin Hatch derrière le président Barack Obama, en 2010 dans le Bureau ovale.

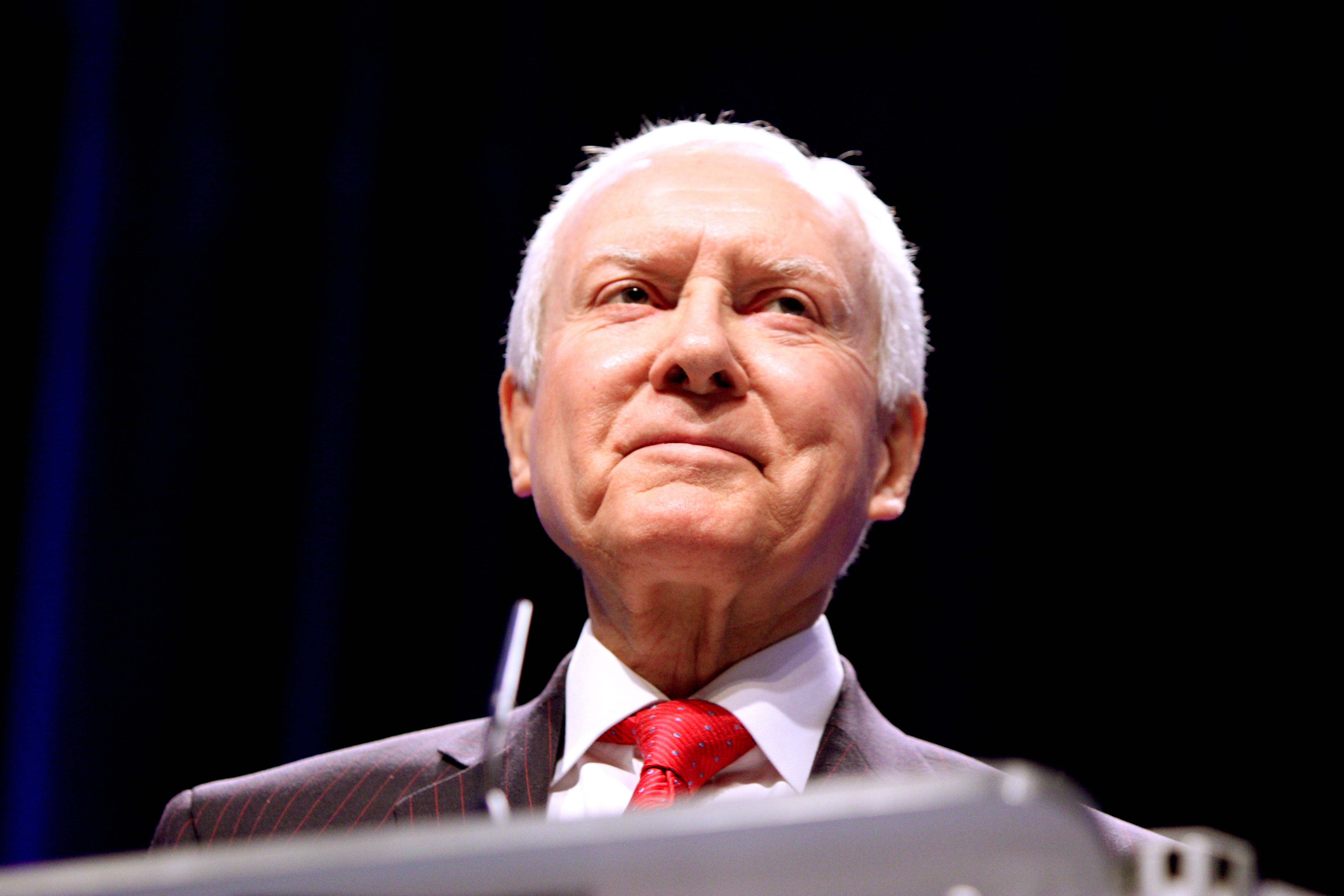
Hatch en 2011.

Au Sénat, Hatch est notamment membre des commissions et sous-commissions du commerce international, des finances, des services secrets et des affaires indiennes. Orrin Hatch est un conservateur opposé à l'avortement de manière générale mais aussi un défenseur de la recherche sur les cellules souches. En mai 2005, avec l'ancien démocrate alors républicain Arlen Specter, il est le porte-parole de la résistance du Congrès à la menace du président Bush de recourir à son droit de veto contre la loi visant à développer le financement fédéral de la recherche sur les cellules souches embryonnaires, déjà votée par la Chambre des représentants et qui est présentée et plébiscitée par le Sénat.
Hatch commence sa campagne pour un septième mandat dès 2010, lorsque l'autre sénateur fédéral de l'Utah, Bob Bennett, est battu lors de la convention républicaine par Mike Lee. Malgré un avantage financier important, il échoue de peu à atteindre la barre des 60 % des voix lors de la convention républicaine du 21 avril 2012 (59 %). Il doit alors se soumettre à une primaire, qu'il remporte en juin en rassemblant environ deux tiers des suffrages face à l'ancien membre du Sénat de l'Utah Dan Liljenquist, proche du Tea Party. Il est réélu lors de l'élection générale de novembre 2012 avec plus de 65 % des voix, battant le démocrate Scott Howell (30 %).
En janvier 2015, il devient président pro tempore du Sénat des États-Unis, en tant que plus ancien sénateur de la nouvelle majorité républicaine. Le 2 janvier 2018, après une participation à la rédaction du Tax Cuts and Jobs Act of 2017 en tant que président du comité des finances, Hatch annonce qu'il n'est pas candidat à un huitième mandat lors des élections de 2018. Si le président Donald Trump l'incite à se représenter, pour empêcher une éventuelle candidature de Mitt Romney, près des trois quarts des habitants de l'Utah disaient vouloir le voir se retirer après plus de 40 ans au Sénat.

## Honneurs
Hatch a reçu les récompenses suivantes :
- Commandeur de l'ordre de l'Étoile de Roumanie (8 juin 2017)[7],[8]
- Ordre du Prince Branimir, Croatie (29 octobre 2018)[9]
- médaille présidentielle de la Liberté (16 novembre 2018)
- Secrétaire du prix du service public distingué de la Force aérienne (11 décembre 2018)

## Historique électoral
| Année | Orrin Hatch | Démocrate | IAP   | Libertarien | SWP   | Indépendants | Constitutionnaliste | Utah Justice |
| ----- | ----------- | --------- | ----- | ----------- | ----- | ------------ | ------------------- | ------------ |
| Année |             |           |       |             |       |              |                     |              |
| 1976  | 55,6 %      | 42,9 %    | 0,9 % | 0,6 %       | —     | —            | —                   | —            |
| 1982  | 58,3 %      | 41,3 %    | 0,2 % | 0,2 %       | —     | —            | —                   | —            |
| 1988  | 67,1 %      | 31,7 %    | 0,9 % | —           | 0,2 % | —            | —                   | —            |
| 1994  | 68,8 %      | 28,3 %    | 0,8 % | —           | 0,3 % | 1,8 %        | —                   | —            |
| 2000  | 65,6 %      | 31,5 %    | 1,6 % | 1,4 %       | —     | —            | —                   | —            |
| 2006  | 62,4 %      | 31,1 %    | —     | 0,8 %       | —     | 2,0 %        | 3,8 %               | —            |
| 2012  | 65,8 %      | 30,2 %    | —     | —           | —     | —            | 3,2 %               | 0,8 %        |